# Gojō, Nara
Gojō (五條市 Gojō-shi) là một thành phố thuộc tỉnh Nara, Nhật Bản.